# جراند روليكورت
جراند روليكورت (بالفرنسية: Grand-Rullecourt)‏ هي بلدية تقع في إقليم باد كاليه من منطقة نور با دو كاليه في شمال فرنسا. تبلغ مساحة هذه المدينة 10.71 (كم²)، وترتفع عن سطح البحر 140 م، يبلغ عدد سكانها 334 نسمة حسب إحصاء المعهد الوطني للإحصاء والدراسات الاقتصادية سنة 2009 م. وترأس Christiane Berton البلدية خلال فترة (2008-2014).

## أعلام
- ألفرد لوروا